# Pipaluk
|  | Denne artikel er oprettet af botten Steenthbot ud fra en ekstern database. Den kan derfor have sproglige fejl eller mangler. Denne skabelon kan fjernes efter kontrol af indholdet. |

Pipaluk er en dansk eksperimentalfilm fra 1999 instrueret af Vibeke Pipaluk.

## Handling
Et billeddigt i grønlandske landskaber